# Планетники
Планетники — згідно з віруваннями українців, поляків та сербів людина або демон, що вгадує майбутнє на підставі розташування й руху зірок. Вважалося, що планетники є чаклунами і служать нечистій силі. У Польщі самі планетники вважались злими духами, які насилають бурі.

## Образ в міфології
Планетники-демони мають антропомічний вигляд; в них перетворюються діти, померлі нехрещеними, скинуті або задушені матір'ю, отруєні або вбиті; утопленики, вішальники та інші «нечисті» покійники, діти упирів.
Планетники могли також ставати двоєдушниками, які під час грози, бурі переносилися на небо. Іноді вони падали на землю з хмар разом з дощем.
 
Планетник міг опуститися лише за межами села, йшов до найближчої хати і просив у першого зустрічного молока від чорної корови та яйця від чорної курки, а потім повертався за межі і звідти разом з туманом підносився на свою хмару. Планетник бував і дружнім до зустрічних людей, попереджаючи їх про бурю або град. Вважається, що харчуються вони в хмарах борошном, яке люди кидають на вітер або в вогонь, щоб захиститися від граду.
В Україні планетниками могли називати і звичайних людей, які вміли передбачати погоду по зорях і відганяти хмари від свого села (за допомогою гострих залізних знарядь, особливих палиць, якою розтягували жаб і вужів; спеціальних молитов, тощо).

## В літературі
- Борис Харчук «Планетник»
- Петро Мурянка «Планетники»